# Bahnhof Waldmünchen
Der Bahnhof Waldmünchen ist ein ehemaliger Bahnhof in der Oberpfälzer Stadt Waldmünchen. Er wurde durch den Haltepunkt Waldmünchen ersetzt.

## Geschichte
Der Bahnhof wurde durch die Königlich Bayerischen Staatseisenbahnen im Zuge des Baus der Bahnstrecke Cham–Waldmünchen geplant. Die Inbetriebnahme der Strecke erfolgte am 1. August 1895. Der 1898 errichtete Bahnhof ist in Granitzyklopenmauerwerk und Blankziegel ausgeführt und als Baudenkmal (Fl. Nr. 814/4) registriert.
Mit dem Bahnhof konnten die Glashütten in Waldmünchen und Herzogau an die Bahn angeschlossen und mit billiger Kohle beliefert werden. 2002 wurde die Strecke um 300 Meter verkürzt und ein Bahnsteig als neuer Endhaltepunkt errichtet. Das alte denkmalgeschützte Bahnhofsgebäude wurde in private Hand übergeben. Auf dem ehemaligen Bahnhofsgelände begannen im Frühjahr 2010 nach Verzögerungen die Arbeiten zum Bau eines Supermarktes.

## Beschreibung
Das Empfangsgebäude ist ein dreigeschossiger Ziegelbau, der nach oben mit einem Walmdach abschließt. Das Erdgeschoss ist aus roh behauenen Blöcken gemauert. Zum Bahnhof gehörten ein Waschhaus aus Polygonalmauerwerk, einseitig verbrettert, eine Güterhalle aus Polygonalmauerwerk mit Ziegeleinfassungen sowie ein Lokschuppen aus Polygonalmauerwerk mit zwei Einfahrtstoren. Die Nebengebäude wurden im Zuge des Umbaus des Bahnhofsgeländes abgerissen.

## Betrieb
| Zuggattung | Strecke                                               | Taktfrequenz    |
| ---------- | ----------------------------------------------------- | --------------- |
| RB 29      | Cham (Oberpfalz) – Willmering – Geigant – Waldmünchen | Zweistundentakt |